# 뷸렛 클럽

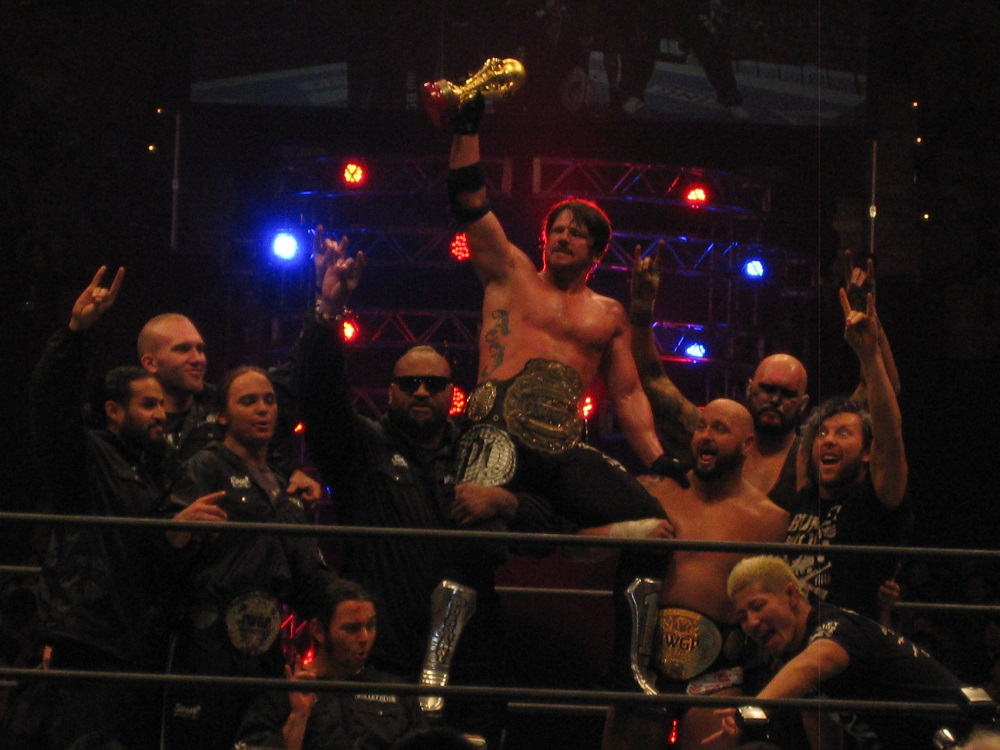

불릿 클럽은 2013년 5월부터 활동 중인 신일본 프로레슬링의 악역 스테이블이다. 원래는 모든 멤버가 일본이 아닌 이방인으로 이루어졌지만 일본인 멤버 유지로 타카하시를 영입하면서 그 규정이 사라졌다. 탈퇴한 멤버들은 모두 WWE로 이적했으며, 이 팀의 WWE 버전인 배일러 클럽 결성을 앞두고 있다.

## 멤버

### 현재 멤버
- 배드 럭 팔레 (2013년 5월 3일부터)
- 타마 통가 (2013년 5월 3일부터)
- 코디 홀 (2015년 1월 5일부터)
- 캐니 오메가 (2014년 11월 8일부터 , 4대 리더)
- 영 벅스 (맷 잭슨 & 닉 잭슨) (2013년 10월 25일부터)
- 유지로 타카하시 (2014년 5월 3일부터)
- 테비타 피피타 (2016년 3월 12일부터)
- 애덤 콜 (2016년 5월 8일부터)
- 애덤 페이지 (2016년 5월 9일부터)
- 캡틴 뉴 제팬 (2016년 9월 25일부터)

### 전 멤버
- 프린스 데빗 (2013년 5월 3일 ~ 2014년 4월 6일 , 초대 리더 , 현재 WWE에서 핀 베일러라는 링네임으로 활동 중)
- 칼 앤더슨 (2013년 5월 3일 ~ 2016년 2월 20일 , 2대 리더 , 현재 WWE에서 활동 중)
- 덕 갤로우스 (2013년 11월 23일 ~ 2016년 2월 20일 , 현재 WWE에서 활동 중)
- AJ 스타일스 (2014년 4월 6일 ~ 2016년 1월 5일 , 3대 리더 , 현재 WWE에서 활동 중)

## 1일 연합
- 애임버 갤로우스 (2015년 1월 4일)
- 체이스 오웬스 (2015년 10월 23일)
- 라 코만단테 (2013년 10월 11일)
- 제프 제럿 (2014년 8월 10일)
- 킹 하쿠 (2016년 1월 4일)
- 메피스토 (2015년 1월 18일)
- 레이 부카네로 (2013년 9월 5일)
- 엘 테러블 (2013년 7월 5일)

## 같이 보기
- 디 O.C. (프로레슬링)
- 뉴 월드 오더 (프로레슬링)